# 후아람퐁역

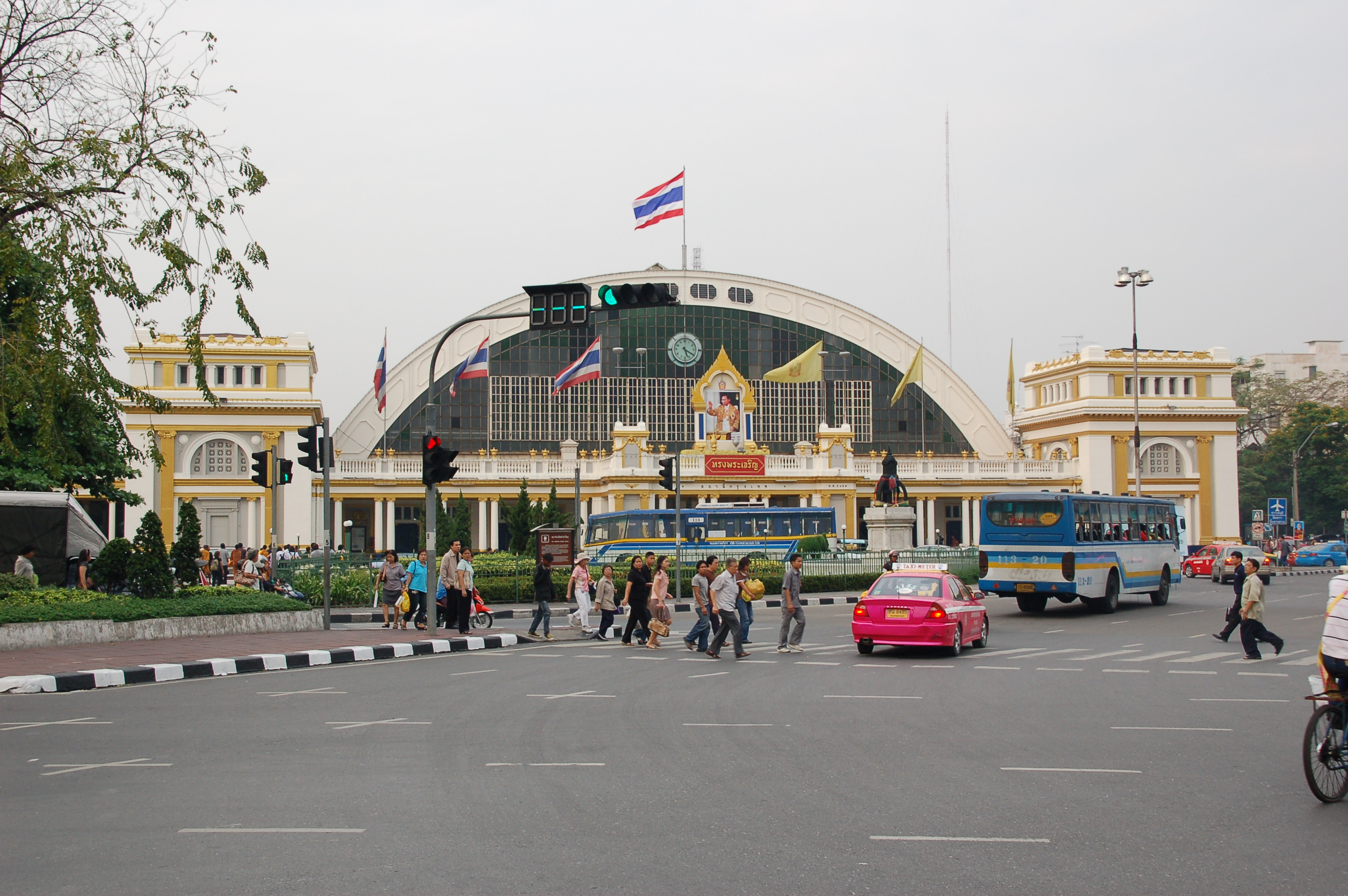
후아람퐁 역 (방콕 기차역/클룽텦역)

후아람퐁역(태국어 : สถานีรถไฟหัวลำโพง) 또는 방콕 기차역은 태국 방콕 파툼완(ปทุมวัน)구(區)에 있는 태국 국유 철도(การรถไฟแห่งประเทศไทย)의 역으로서, 태국 국유 철도의 주요 4개 간선의 기점역이다. 태국 최대 규모의 기차역이다.
엄격히 말하면 이 명칭은 주호 방콕 근교에서만 불리는 속칭이고, 태국국유철도 에서의 정식 호칭은 클룽텦역이라고 한다. 그러나 각종 관광 가이드 책을 비롯하여, 태국 정부 관광청이 발간하는 팜플렛, 기타 태국에 관련한 많은 서적에서 후아람퐁역이라고 표기되어 있기 때문에, 외국인 여행자들에게는 클룽텦역이라는 호칭은 일반적이지 않다. 그러나 태국의 지방에 가면 후아람퐁역이라고 말해도 통하지 않을 수가 있다. 이 경우, 클룽텦역이라고 말하면 된다.
또한 방콕 지하철 블루 선 후아람퐁 역도 겸하고 있다. 지하철에서는 정식으로 후아람퐁이라는 역명을 채용하고 있다.
이 역은 태국 최대 역사이며, 1916년 6월 25일 개통하였다. 역사 건물은 돔(dome)형 지붕이 특징적이고, 이탈리아, 네오 르네상스 양식의 건축이며, 마리오 타마뇨, 안니바레 리곳티의 2명의 건축가가 설계했다.

## 노선

### 태국 국유철도
- 북부 선 : 쌈센 ━아유타야━롯부리━나콘사완━핏싸누록━람팡━치앙마이 방면
- 북동부 선 : 쌈센━아유타야━사라부리━나콘랏차시마━콘깬━농카이━부리람━수린━시싸켓━우본랏차타니 방면
- 동부 선 : 마까산━차층사오━플라친부리━아란야쁘라텟━파타야 (촌부리)━반쁘루타루엥 방면
- 남부 선 : 쌈센━나콘빠톰━후아힌━춤폰━수랏타니━핫야이━얄라━쑹아이콜록━나콘시탐마랏━칸탕━버터워스(말레이시아; 태국 국유철도 노선으로는 파단베사르역까지)━남똑 방면

### 방콕 지하철
- 블루 선 : 쌈얀, 씨롬, 쑤쿰빗, 펫차부리, 방수이 방향

## 인접한 역
| 청색선      | 청색선 | 청색선   |
| ----------- | ------ | -------- |
| 2 쌈얀 방면 | MRT    | 시종착역 |

- 위키미디어 공용에 후아람퐁역 관련 미디어 분류가 있습니다.

## 같이 보기
- 끄룽텝 중앙역